# لویی بسیر
لویی بسیر (فرانسوی: Louis Bessière‎ دوچرخه‌سوار اهل فرانسه بود. وی در بازی‌های المپیک تابستانی ۱۹۲۸ شرکت کرده است.